# سامانثا لانغ
سامانثا لانغ (بالإنجليزية: Samantha Lang)‏ هي كاتبة سيناريو ومخرجة أسترالية، ولدت في 8 ديسمبر 1967 في لندن في المملكة المتحدة.

## وصلات خارجية
- سامانثا لانغ على موقع IMDb (الإنجليزية)
- سامانثا لانغ على موقع ألو سيني (الفرنسية)
- سامانثا لانغ على موقع أول موفي (الإنجليزية)
- سامانثا لانغ على موقع قاعدة بيانات الأفلام السويدية (السويدية)
- سامانثا لانغ على موقع قاعدة بيانات الفيلم (الإنجليزية)
- سامانثا لانغ على موقع كينوبويسك (الروسية)